# Stere Adamache
Stere Adamache (ur. 17 sierpnia 1941 w Gałaczu, zm. 9 lipca 1978 w Crișan) – rumuński piłkarz występujący na pozycji bramkarza.

## Kariera klubowa
Adamache karierę rozpoczynał w 1960 roku w drugoligowym Dinamie Gałacz. W 1962 roku został zawodnikiem pierwszoligowego Viitorulu Bukareszt. W trakcie sezonu 1962/1963 odszedł stamtąd do także pierwszoligowego Steagulu Roșu Braszów. W sezonie 1967/1968 wraz z zespołem spadł do drugiej ligi, jednak w kolejnym awansował z nim z powrotem do pierwszej. W sezonie 1974/1975 ponownie spadł z klubem do drugiej ligi. W 1977 roku zakończył karierę.

## Kariera reprezentacyjna
W reprezentacji Rumunii Adamache zadebiutował 28 kwietnia 1970 w przegranym 0:2 towarzyskim meczu z Francją. Wcześniej, w 1964 roku był w kadrze na letnie igrzyska olimpijskie, zakończone przez Rumunię na ćwierćfinale.
W 1970 roku został powołany do zespołu na mistrzostwa świata. Zagrał na nich w meczach z Anglią (0:1), Czechosłowacją (2:1) i Brazylią (2:3), a Rumunia odpadła z turnieju po fazie grupowej.
W latach 1970–1972 w drużynie narodowej Adamache rozegrał 7 spotkań.
Zmarł 9 lipca 1978 roku w wyniku utonięcia podczas pływania w Dunaju.